# Andrea Molesini
Œuvres principales
 Quando ai Veneziani crebbe la coda  et  Non tutti i bastardi sono di Vienna 
Andrea Molesini, né à Venise le 23 décembre 1954 , est un écrivain, poète et traducteur italien.

## Biographie
Il obtient le prix Campiello en 2011 pour Non tutti i bastardi sono di Vienna (Tous les salauds ne sont pas de Vienne)

## Œuvres traduites en français
- Le Prince Aznif [« Aznif e la strega maldestra »],ill. de Catherine Rebeyrole, trad. de Diane Ménard, Paris, Éditions l’École des Loisirs, coll. « Mouche », 1994, 91 p.  (ISBN 2-211-03381-4)
- La Sorcière de Venise [« Quando ai Veneziani crebbe la coda »], trad. de Diane Ménard, Paris, Éditions l’École des Loisirs, 1996, 112 p.  (ISBN 2-211-03483-7)
- Tous les salauds ne sont pas de Vienne [« Non tutti i bastardi sono di Vienna »], trad. de Diane Ménard, Paris, Éditions Calmann-Lévy, 2012, 355 p.  (ISBN 978-2-7021-4399-5)[1],[2]
- Le Printemps du loup [« La primeravera del lupo »], trad. de Dominique Vittoz, Paris, Éditions Calmann-Lévy, 2014, 274 p.  (ISBN 978-2-7021-5466-3) [3],[4]
- Presagio [« Presagio »], trad. de Dominique Vittoz, Paris, Éditions Calmann-Lévy, 2015, 190 p.  (ISBN 978-2-7021-5749-7)